# Vapor Aymerich, Amat i Jover
El Vapor Aymerich, Amat i Jover és una antiga fàbrica tèxtil situada a la Rambla d'Ègara de Terrassa, construïda entre 1907 i 1908, que actualment allotja el Museu de la Ciència i de la Tècnica de Catalunya. Obra de l'arquitecte Lluís Muncunill, és considerat l'edifici industrial modernista més important de Catalunya i va ser declarat Bé Cultural d'Interès Nacional (BCIN), en la categoria de Monument Històric, pel Govern de la Generalitat de Catalunya el 4 de juny de 2019. La denominació de vapor prové de la utilització de la màquina de vapor com a força motriu.

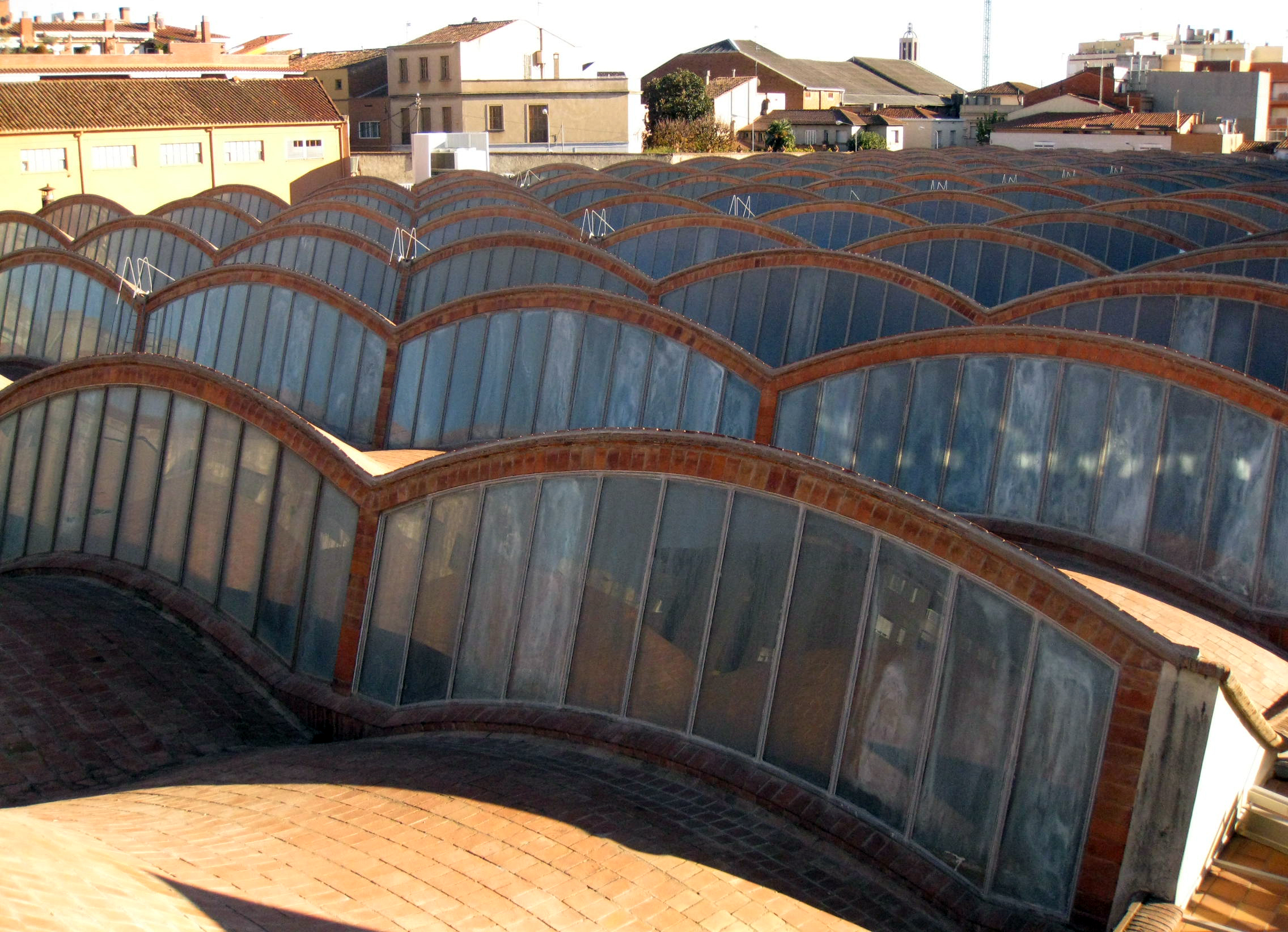
Coberta del Vapor

El complex industrial original està format per: una gran nau de producció d'11.000 m²;  un edifici annex de tres cossos destinat a allotjar la sala de calderes, la sala de la màquina de vapor i el taller d'electricitat; el pati; la xemeneia de 42 metres d'alçada, i l'edifici de les oficines, que feia front a la rambla.
Arquitectònicament, en destaca la coberta. Aquesta està formada per 161 voltes de maó pla (volta catalana), que es combinen amb claraboies adoptant el sistema de dents de serra, i se sosté sobre 300 columnes de ferro colat.
Fundada l'any 1908 per tres industrials terrassencs —Josep Aymerich i Grané, Pau Amat i Boguñà i Francesc Jover Barba—, la fàbrica acollia tot el procés de transformació de la llana i produïa els teixits de llana anomenats “novetats”. A partir de 1920, els filats es van traslladar a Fígols i la fàbrica es va especialitzar en els teixits, llogant part del seu espai a altres empreses. L'any 1962 l'edifici va quedar greument afectat per les riuades de Terrassa. La fàbrica va plegar definitivament l'any 1976. L'edifici va ser comprat per la Generalitat de Catalunya l'any 1983 i, després de ser rehabilitat, es va convertir en la seu del Museu de la Ciència i de la Tècnica de Catalunya.

## Construcció[3]
Al final del segle xix, tres industrials egarencs, Josep Aymerich i Grané, Pau Amat i Boguñà i Francesc Jover Barba, es van associar i van crear l'empresa Aymerich, Amat i Jover, per dedicar-se a la fabricació de teixits de llana. Com era costum a l'època, al principi es van instal·lar en unes naus de lloguer, en un dels vapors existents a la ciutat. Cap als anys 1905-1906, tots tres industrials van decidir construir el seu propi vapor. Un dels socis, Pau Amat, va demanar als seus dos socis de l'empresa que l'immoble que anaven a construir fos una societat separada jurídicament, i a tots els efectes, de la companyia tèxtil. Així doncs, van formar una societat anònima que seria la propietària del local.
Sobre terrenys que havien estat hortes, els industrials Francesc Jover, Pau Amat i Josep Aymerich van fer aixecar un edifici per a la seva indústria. La construcció va ser dirigida per l'arquitecte Lluís Muncunill i l'execució va anar a càrrec del mestre d'obres Baltà Comelles. Muncunill va aconseguir fer-ne un edifici funcional, productiu i bonic estèticament.
Els treballs es van realitzar entre 1907 i 1908 i van donar feina ordinàriament a uns 200 operaris. Mentre va durar l'obra, i en contra del que era usual a l'època, no va haver-hi cap accident. En la construcció de l'edifici, van emprar-se 31.000 quintars de ciment de Sant Joan de les Abadesses i 37.000 més de Vallirana, 240.000 rajoles fines i 2.000.000 entre toves i altres rajoles.

## Activitat industrial[3]

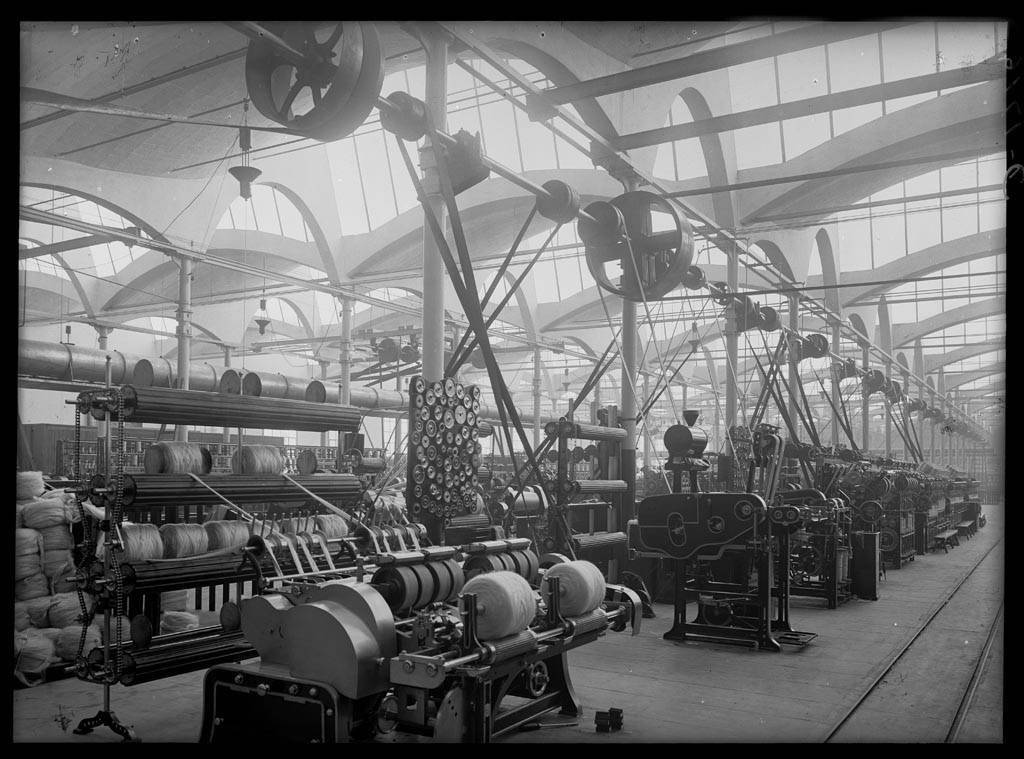
Interior de la fàbrica a principis de segle.

El nou vapor es va inaugurar el novembre de 1908. L'any 1912, va morir Francesc Jover i la seva vídua va decidir de separar-se de la societat Aymerich, Amat i Jover, empresa tèxtil llanera, però no de la immobiliària.
En l'empresa es desenvolupava tot el procés tèxtil (filats, teixits i acabats). L'empresa es va dividir: els filats es van traslladar a Fígols el 1920 i la fàbrica Aymerich i Amat de Terrassa es va especialitzar en teixits. A partir d'aquesta data, una part de l'espai del vapor es va llogar a diverses empreses. El 1962, la nau va quedar greument afectada per les riuades. Finalment va plegar l'any 1976. L'última gran empresa que va treballar dins la fàbrica va ser la Manufactura Auxiliar, SA, que va tancar el 1978.
L'edifici va ser adquirit per la Generalitat de Catalunya el 1983, i posteriorment s'hi va ubicar el Museu de la Ciència i de la Tècnica de Catalunya.

## Arquitectura[3]
L'edifici consta d'una gran nau de producció que té annex un edifici de tres cossos destinat a allotjar la secció energètica i motriu, un pati i dependències d'oficines que fan façana amb el carrer.
La nau de producció és un espai uniforme. La sustentació de la coberta es realitza mitjançant 300 pilars de ferro colat fets als tallers de la Nueva Vulcano de la Barceloneta. Es calcula que el ferro emprat en l'edifici pesa uns 340.000 kg. Els pilars servien també com a baixants d'aigua i com a suport dels embarrats, els enginys que transmetien la força de la màquina de vapor a totes les màquines de la fàbrica.

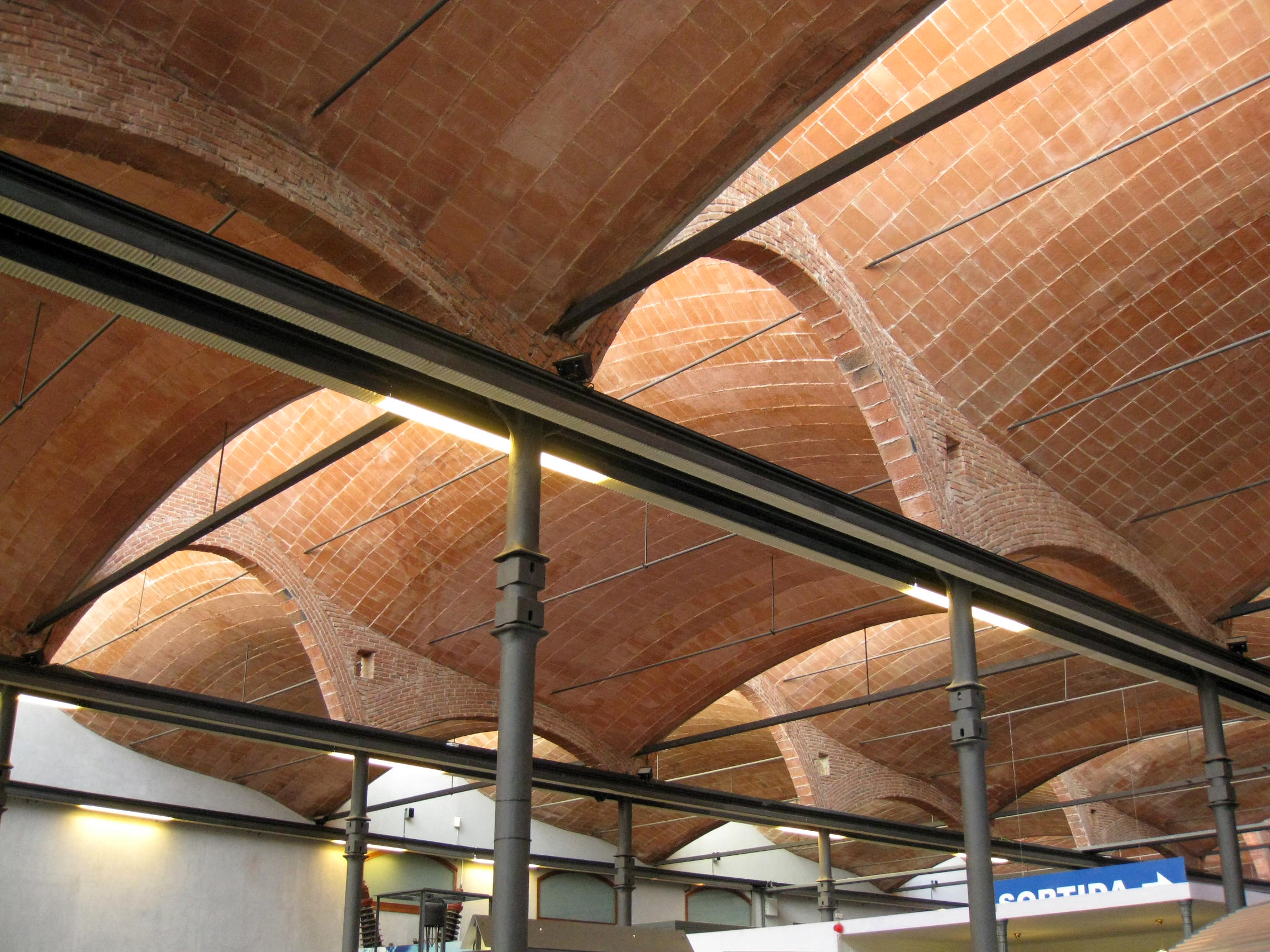
Sostre de l'interior de la nau principal

La coberta de la nau principal està formada per arcs i voltes de maó (volta catalana) tibades amb ferro. Les voltes es combinen amb claraboies adoptant el sistema de dents de serra. La nau no té finestres: la il·luminació zenital s'aconsegueix amb les àmplies claraboies. Les voltes de la coberta són agosarades i estètiques: amb materials moderns (ferro colat) i econòmics (rajoles i maons), Muncunill va aconseguir una combinació de funcionalitat i estètica.
La sala de màquines, de gran sobrietat, és construïda amb maons i coberta amb voltes. La seva situació li permet distribuir racionalment l'energia al conjunt de la nau.

## Rehabilitacions[2]
La recuperació del Vapor Aymerich, Amat i Jover s'ha dut a terme en diverses fases. Els arquitectes Joan Margarit i Carles Buixadé van ser els encarregats de la rehabilitació principal de l'edifici. La primera fase, que es va inaugurar l'any 1984, va incloure la restauració de la façana, el cos de la màquina de vapor i les calderes, eliminant la capa de calç blanca i deixant al descobert l'obra vista. L'any 1996 es va acabar una segona rehabilitació, que va incorporar a l'edifici un soterrani de 3.300 m².
L'any 2000 es va finalitzar una tercera intervenció, obra dels arquitectes Quim Larrea i Francesc Patrís. L'entrada es va situar a la part nord del conjunt, en un nou edifici que inclou la recepció i el restaurant, i es va instal·lar la façana fotovoltaica a la paret mitgera del bloc d'habitatges contigu al vapor.